# حزقيال روميرو
حزقيال روميرو (بالإسبانية: Juan Romero de los Santos)‏ هو مصارع ثيران إسباني، ولد في 8 مارس 1727 في رندة في إسبانيا، وتوفي بنفس المكان في 11 يونيو 1824.